# Episodi di Red Shoe Diaries (quinta stagione)
La quinta stagione della serie televisiva Red Shoe Diaries è stata trasmessa in anteprima negli Stati Uniti d'America dalla Showtime nel corso del 1996.
| nº | Titolo originale   | Titolo italiano | Prima TV USA | Prima TV Italia |
| -- | ------------------ | --------------- | ------------ | --------------- |
| 1  | Weightless         |                 | 1996         |                 |
| 2  | Carried Away       |                 | 1996         |                 |
| 3  | Jealousy           |                 | 1996         |                 |
| 4  | The Boxer          |                 | 1996         |                 |
| 5  | Strip Poker        |                 | 1996         |                 |
| 6  | Hard Labor         |                 | 1996         |                 |
| 7  | Slow Train         |                 | 1996         |                 |
| 8  | Temple of Flesh    |                 | 1996         |                 |
| 9  | Juarez             |                 | 1996         |                 |
| 10 | Farmer's Daughter  |                 | 1996         |                 |
| 11 | The Forbidden Zone |                 | 1996         |                 |
| 12 | Art of Loneliness  |                 | 1996         |                 |
| 13 | The Picnic         |                 | 1996         |                 |
| 14 | Banished           |                 | 1996         |                 |